# 愛のカタチ
『愛のカタチ』（あいのカタチ）は、GyaOで2006年8月に放送された、セクソロジー（性科学）を扱ったオリジナルのインターネット番組。

## 概要
女性のためのセックス番組と銘打っているだけあり、女性の視点に立った番組になっている。

## ナビゲーター
- 上原さくら
- 豊岡真澄

## テーマ
- 第1回 「オーガズムの神秘」 - イクとかイカナイとか、一体どこへ? -
- 第2回 「体位の秘密」 - 私はもっとくっついていたいのに!! -
- 第3回 「愛のセルフトレーニング」 - 女性がすると体に悪いって本当なの? -
- 第4回 「恋人たちの奏でる声」 -“声”がふたりの新しい関係を築くかも! -
- 第5回 「心と身体のモイスチャー」 - 好きなのに濡れなかったり…なぜなの? -
- 第6回 「ラブラブ?リフレッシュ」 - セックスのマンネリは愛情不足のせい? -
- 第7回 「ムラムラしちゃう心と体」 - 男性の「ヤリたがり」、実は好都合! -
- 第8回 「究極の性欲 フェティシズム」 - 謎の“萌えぇ〜”心理のヒミツ解明! -
- 第9回 「女性器の秘密」 - 「わたし不感症? 」「オレ下手? 」 いえいえ、感度UPの秘訣はコレ! -
- 第10回 「服とエロティシズム」 - 男性が勝負下着に興奮してる? 実は下着のH度よりコレが大事 -
- 第11回 「男性器の秘密」 - 男の子を絶対気持ちよくできる!「愛カタ式・ふれあいの極意」-
- 第12回 「変わる女性の身体」 - 月経と妊娠のメカニズム -